# Пекуново
Пекуново  — деревня в Кимрском районе Тверской области. Входит в состав Фёдоровского сельского поселения.

## География
Находится в юго-восточной части Тверской области на расстоянии приблизительно 9 км на юго-запад по прямой от районного центра города Кимры в левобережной части района.

## История
Известна с 1780-х годов года как владение А. И. Татищевой с 16 дворами, в 1806 владение Р. Е. Татищева. В 1859 году здесь (деревня Корчевского уезда Тверской губернии) было учтено 22 двора, в 1887 — 42.

## Население
Численность населения: 84 человека (1780-е года), 116 (1806 год),, 175 (1859 год), 219 (1887), 6 (русские 100 %) в 2002 году, 1 в 2010.